# 蒙哥馬利縣 (密西西比州)
蒙哥馬利縣（英語：Montgomery County）是美國密西西比州中北部的一個縣。面積1,056平方公里。根據美國2000年人口普查，共有人口12,189人。縣治威諾納 (Winona)。
成立於1871年5月13日。縣名紀念美國獨立戰爭中戰死的理查·蒙哥馬利。